# تشارلز هورويتز
تشارلز هورويتز (بالإنجليزية: Charles Hurwitz)‏ هو خبير مالي أمريكي، ولد في 1940 في كيلغور في الولايات المتحدة.

## وصلات خارجية
- تشارلز هورويتز على موقع إن إن دي بي (الإنجليزية)